# Araneus talca
Araneus talca là một loài nhện trong họ Araneidae.
Loài này thuộc chi Araneus. Araneus talca được Herbert Walter Levi miêu tả năm 1991.